# Thrazarin
Thrazarin ist ein natürliches Aminosäurederivat mit einer Diazogruppe und ein Antitumor-Antibiotikum.

## Vorkommen
Thrazarin wird von dem Bakterium Streptomyces coerulescens (Gattung Streptomyces) gebildet.

## Eigenschaften
Thrazarin tritt in Form gelblicher Kristalle auf. Es ist gut in Wasser löslich, mäßig in Methanol und Ethanol, aber schlecht in den meisten anderen organischen Lösungsmitteln. Durch die saure Hydrolyse der Verbindung entsteht Serin.
Thrazarin hemmt die DNA-Synthese und das Wachstum von Tumorzellen. Es induziert außerdem die Lyse von Tumorzellen durch Aktivierung von Makrophagen. Der LD50-Wert (Maus, intravenös) beträgt 76 mg/kg Körpergewicht. Thrazarin ist strukturell verwandt mit Azaserin, beide sind Derivate des Serins, die biologischen Aktivitäten beider Verbindungen sind jedoch deutlich verschieden. Azaserin weist keine dem Thrazarin entsprechende Antitumor-Wirkung auf, dafür wirkt es stark antibakteriell, was auf Thrazarin nicht zutrifft.